# B.Reaction!
 (mars 2012).
Si vous disposez d'ouvrages ou d'articles de référence ou si vous connaissez des sites web de qualité traitant du thème abordé ici, merci de compléter l'article en donnant les références utiles à sa vérifiabilité et en les liant à la section « Notes et références ».
B.Reaction! (B.リアクション!) est un manga de Tsuruta Hirohisa (en japonais 鶴田 洋久), paru dans Young Jump Comics Ultra en 2003. Cette série est composée de 18 chapitres répartis en 2 volumes.
L’histoire raconte comment Onodera Kensaku, un jeune lycéen adepte des combats de rue, va se retrouver dans un drôle de chantage après avoir été vaincu par une femme qui n’est autre que son professeur principal.
Ce manga est un seinen plein d’humour, où combats et situations loufoques s’enchaînent les uns à la suite des autres.

## Histoire
Onodera Kensaku, un lycéen âgé de 15 ans, est un combattant de rue invaincu. Jusqu’au jour où, pendant la remise d’une récompense d’un tournoi de karaté, il commet la maladresse de toucher les seins de la jeune femme qui lui tendait son prix. Un violent coup de pied plus tard, notre champion se retrouve étalé sur le ring, le prix lui passant alors sous le nez.
Plus tard, alors qu’il sauve un binoclard d’un racket, cette même femme intervient et l’affronte, pensant qu’elle ferait face au racketteur. Onodera Kensaku voit alors l’opportunité de prendre sa revanche, mais il se fait de nouveau abattre d’un coup de pied aussi violent que le premier…
Il apprend un instant plus tard, lors de la rentrée des classes, que cette femme, Asato Nanae, est en fait son professeur principal.
Va alors suivre une capricieuse relation entre les deux personnages, pleine de rivalité et de complicité.

## Personnages
Onodera KensakuJeune homme de 15 ans, Kensaku entre au lycée Kaishin avec une réputation derrière lui : celle d’un combattant de rue invaincu. Sûr de lui, extravagant et obstiné, rien ne semble l’arrêter. Après sa défaite contre Nanae, Kensaku va alors chercher des réponses et tenter retrouver son honneur. Une aptitude à prévoir les coups de ses adversaires vient cependant de faire son apparition dans les capacités martiales de Kensaku …
Asato NanaeCette jeune femme de 23 ans est professeur d’anglais dans le lycée Kaishin. Elle rencontre Kensaku alors qu’elle remplace une amie en tant que round girl lors d’un tournoi de karaté. Naïve et immature, elle répond aux provocations de Kensaku. Le potentiel de combat de ce dernier va cependant l’intriguer et l’intérêt qu’elle lui porte va progressivement s’accroître.
Ninomiya AkanePetite amie de Kensaku, leur relation va s’effondrer après l’incident du « toucher mammaire » lors du tournoi de karaté. Mais Akane adore Kensaku et elle porte encore son attention sur lui. Mignonne et impulsive, elle vient régulièrement taquiner son ex-copain.
Oonishi YouichiMeilleur ami de Kensaku, Youichi est calme et réservé. Il intervient comme une alternative à la réactivité exacerbée de son ami et l’incite souvent au dialogue et à la réflexion. Youichi ne manque pas d’humour et de remarques moqueuses à propos de Kensaku.

## La série
Le volume 1 est sorti au Japon ainsi qu’en Italie (édité par Panini Comics).
La série a connu un essoufflement dans son rythme de parution après la sortie du premier volume. Elle est actuellement terminée et comprend 18 chapitres qui ont vu le jour dans Young Jump.

## Liste des chapitres
- Chapitre 1 : (en) Oh, sexy woman / (fr) Oh, sexy woman
- Chapitre 2 : (en) Hot for teacher / (fr) Sexy pour une prof
- Chapitre 3 : (en) Eruption / (fr) Eruption
- Chapitre 4 : (en) You really got me / (fr) Tu m’as vraiment eu
- Chapitre 5 : (en) Dance the night away / (fr) Danse toute la nuit
- Chapitre 6 : (en) Runnin’ with the devil / (fr) Courir avec le diable.
- Chapitre 7 : (en) Ain’t talkin’ bout love / (fr) Je n’parle pas d’amour.
- Chapitre 8 : (en) Can’t stop lovin’ you / (fr) Je ne peux pas m’empêcher de t’aimer.
- Chapitre 8 : / (fr) Pourquoi ça ne peut pas être de l'amour
- Chapitre 10 : / (fr) Quand c'est l'amour
- Chapitre 11 : / (fr) Déchainé
- Chapitre 12 : / (fr) Et le berceau se balancera
- Chapitre 13 : / (fr) J'attendrai
- Chapitre 14 : / (fr) Sensible à ton amour en cette nuit
- Chapitre 15 : / (fr) Tout le monde en veut !
- Chapitre 16 : / (fr) Rêves
- Chapitre 17 : / (fr) Le meilleur des mondes
- Chapitre 18 : / (fr) Au sommet du monde